# خاص‌کوی (کاهتا)
خاص‌کوی (به ترکی استانبولی: Hasköy) (به کردی: Xoris) یک منطقهٔ مسکونی کردنشین در ترکیه است که در کاهتا واقع شده‌است.